# FIA-GT1-Weltmeisterschaft 2012
Die FIA-GT1-Weltmeisterschaft 2012 war die dritte und letzte Saison der FIA-GT1-Weltmeisterschaft. Der Saisonstart fand am 8. April 2012 in Nogaro und das Saisonfinale am 30. September in Donington statt.
Insgesamt wurden 18 Rennen an neun Rennwochenenden in Frankreich, Belgien, Spanien, der Slowakei, Portugal, Russland, Deutschland und in Großbritannien gefahren.
Gesamtsieger wurden Marc Basseng und Markus Winkelhock im Mercedes-Benz SLS AMG GT3 mit 145 Punkten.

## Geschichte

### Reglement
Da sich nicht genügend Teilnehmer für GT1-Fahrzeuge fanden, entschied sich der Veranstalter SRO die Saison stattdessen mit GT3-Fahrzeugen auszutragen. Der Name der Rennserie blieb unverändert.

### Austragungsorte
In der ersten Fassung des Rennkalenders waren zehn Rennwochenenden mit den neuen Veranstaltungsorten Greater Noida, Moskau, Nogaro, Orechová Potôň und Yeongam geplant. Die Rennen aus dem Vorjahr in Nogaro, Silverstone, San Luis, Le Castellet und auf dem Sachsenring wurden nicht übernommen.
Das für September angesetzte Rennwochenende auf dem Korean International Circuit wurde im Verlauf der Saison aus dem Kalender entfernt. Am 1. Juli 2012 wurden auch die beiden geplanten Läufe in China auf dem Goldenport Circuit und Ordos International Circuit abgesagt. Sie wurden ersetzt durch ein zweites Rennen auf dem Slovakiaring und dem zweiten Gastspiel der GT1-Weltmeisterschaft auf dem Nürburgring nach 2010. Das Rennen auf dem Moscow Raceway musste infolge der Terminänderungen vorverlegt werden. Anfang September wurde das für Dezember geplante Finalrennen in Greater Noida aus dem Kalender genommen und durch Donington Park ersetzt. Somit fanden in der Saison nur an neun Rennwochenenden Meisterschafts-Läufe statt.

### Teams
Auf der SRO-Pressekonferenz während des 24-Stunden-Rennen von Spa-Francorchamps im Juli 2011 wurden fünf der bereits aktiven Teams (Young Driver AMR, Münnich Motorsport, JR Motorsports, Marc VDS Racing Team und Belgian Racing) als Teilnehmer für 2012 präsentiert. Lediglich Münnich Motorsport trat 2012 auch tatsächlich an, die anderen Teams zogen ihre Zusage zurück.
Von den etablierten Teams gingen Münnich Motorsport und Hexis Racing in ihre jeweils dritte Saison. Vita4One Racing und Reiter Engineering fuhren bereits 2010 in der Meisterschaft, setzten dann aber ein Jahr aus und gingen so in ihre zweite Saison.

## Starterfeld
Folgende Fahrer und Teams sind in der Saison gestartet:
| Nr. | Fahrer                     | Team                            | Fahrzeug (Motor)                                              | Reifen | Rennwochenende  |
| --- | -------------------------- | ------------------------------- | ------------------------------------------------------------- | ------ | --------------- |
| 1   | Stef Dusseldorp            | Hexis Racing                    | McLaren MP4-12C GT3 (McLaren M838T 3.8 l V8 Turbo)            | P      | alle            |
| 1   | Frédéric Makowiecki        | Hexis Racing                    | McLaren MP4-12C GT3 (McLaren M838T 3.8 l V8 Turbo)            | P      | alle            |
| 2   | Grégoire Demoustier        | Hexis Racing                    | McLaren MP4-12C GT3 (McLaren M838T 3.8 l V8 Turbo)            | P      | alle            |
| 2   | Álvaro Parente             | Hexis Racing                    | McLaren MP4-12C GT3 (McLaren M838T 3.8 l V8 Turbo)            | P      | alle            |
| 3   | Filip Salaquarda           | AF Corse                        | Ferrari 458 Italia GT3 (Ferrari F142 4.5 l V8)                | P      | alle            |
| 3   | Toni Vilander              | AF Corse                        | Ferrari 458 Italia GT3 (Ferrari F142 4.5 l V8)                | P      | 1–8             |
| 3   | Marco Cioci                | AF Corse                        | Ferrari 458 Italia GT3 (Ferrari F142 4.5 l V8)                | P      | 9               |
| 4   | Francesco Castellacci      | AF Corse                        | Ferrari 458 Italia GT3 (Ferrari F142 4.5 l V8)                | P      | alle            |
| 4   | Enzo Ide                   | AF Corse                        | Ferrari 458 Italia GT3 (Ferrari F142 4.5 l V8)                | P      | alle            |
| 6   | Sergei Afanassjew          | Valmon Racing Team Russia       | Aston Martin DBRS9 (Aston Martin 6.0 l V12)                   | P      | 1–3             |
| 6   | Andreas Zuber              | Valmon Racing Team Russia       | Aston Martin DBRS9 (Aston Martin 6.0 l V12)                   | P      | 1–3             |
| 7   | Maxime Martin              | Valmon Racing Team Russia       | Aston Martin DBRS9 (Aston Martin 6.0 l V12)                   | P      | 1–3             |
| 7   | Alexei Wassiljew           | Valmon Racing Team Russia       | Aston Martin DBRS9 (Aston Martin 6.0 l V12)                   | P      | 1, 2            |
| 7   | Leonid Machitski           | Valmon Racing Team Russia       | Aston Martin DBRS9 (Aston Martin 6.0 l V12)                   | P      | 3               |
| 8   | Benjamin Lariche           | Exim Bank Team China            | Porsche 997 GT3 R (Porsche 4.0 l Flat-6)                      | P      | 1–4             |
| 8   | Ren Wei                    | Exim Bank Team China            | Porsche 997 GT3 R (Porsche 4.0 l Flat-6)                      | P      | 1, 2            |
| 8   | Dino Lunardi               | Exim Bank Team China            | Porsche 997 GT3 R (Porsche 4.0 l Flat-6)                      | P      | 3               |
| 8   | Andreas Zuber              | Exim Bank Team China            | Porsche 997 GT3 R (Porsche 4.0 l Flat-6)                      | P      | 4               |
| 9   | Mike Parisy                | Exim Bank Team China            | Porsche 997 GT3 R (Porsche 4.0 l Flat-6)                      | P      | 1–5             |
| 9   | Matt Halliday              | Exim Bank Team China            | Porsche 997 GT3 R (Porsche 4.0 l Flat-6)                      | P      | 1–4             |
| 9   | Andreas Zuber              | Exim Bank Team China            | Porsche 997 GT3 R (Porsche 4.0 l Flat-6)                      | P      | 5               |
| 10  | Matteo Cressoni            | Sunred                          | Ford GT GT3 (Ford Cammer 5.0 l V8)                            | P      | 1–5             |
| 10  | Miloš Pavlović             | Sunred                          | Ford GT GT3 (Ford Cammer 5.0 l V8)                            | P      | 1–6             |
| 10  | Andreas Zuber              | Sunred                          | Ford GT GT3 (Ford Cammer 5.0 l V8)                            | P      | 6               |
| 10  | Armaan Ebrahim             | Sunred                          | Ford GT GT3 (Ford Cammer 5.0 l V8)                            | P      | 7               |
| 10  | Benjamin Lariche           | Sunred                          | Ford GT GT3 (Ford Cammer 5.0 l V8)                            | P      | 7–9             |
| 10  | Laurent Groppi             | Sunred                          | Ford GT GT3 (Ford Cammer 5.0 l V8)                            | P      | 8, 9            |
| 11  | Emmanuel Moncini           | Sunred                          | Ford GT GT3 (Ford Cammer 5.0 l V8)                            | P      | 1, 2            |
| 11  | Andy Souček                | Sunred                          | Ford GT GT3 (Ford Cammer 5.0 l V8)                            | P      | 1, 2            |
| 17  | Mathias Lauda              | BMW Team Vita4One               | BMW Z4 GT3 (BMW 4.4 l V8)                                     | P      | alle            |
| 17  | Nikolaus Mayr-Melnhof      | BMW Team Vita4One               | BMW Z4 GT3 (BMW 4.4 l V8)                                     | P      | alle            |
| 18  | Michael Bartels            | BMW Team Vita4One               | BMW Z4 GT3 (BMW 4.4 l V8)                                     | P      | alle            |
| 18  | Yelmer Buurman             | BMW Team Vita4One               | BMW Z4 GT3 (BMW 4.4 l V8)                                     | P      | alle            |
| 24  | Albert von Thurn und Taxis | Reiter Engineering              | Lamborghini Gallardo LP560-4 GT3 (Lamborghini 07L1 5.2 l V10) | P      | 1–6             |
| 24  | Tomáš Enge                 | Reiter Engineering              | Lamborghini Gallardo LP560-4 GT3 (Lamborghini 07L1 5.2 l V10) | P      | 1–4             |
| 24  | Štefan Rosina              | Reiter Engineering              | Lamborghini Gallardo LP560-4 GT3 (Lamborghini 07L1 5.2 l V10) | P      | 5, 6            |
| 24  | Jeroen Bleekemolen         | Reiter Engineering              | Lamborghini Gallardo LP560-4 GT3 (Lamborghini 07L1 5.2 l V10) | P      | 8               |
| 24  | Mike Parisy                | Reiter Engineering              | Lamborghini Gallardo LP560-4 GT3 (Lamborghini 07L1 5.2 l V10) | P      | 8               |
| 25  | Darryl O’Young             | Reiter Engineering              | Lamborghini Gallardo LP560-4 GT3 (Lamborghini 07L1 5.2 l V10) | P      | 1-6             |
| 25  | Peter Kox                  | Reiter Engineering              | Lamborghini Gallardo LP560-4 GT3 (Lamborghini 07L1 5.2 l V10) | P      | 1–3, 5, 6, 8, 9 |
| 25  | Štefan Rosina              | Reiter Engineering              | Lamborghini Gallardo LP560-4 GT3 (Lamborghini 07L1 5.2 l V10) | P      | 4, 8, 9         |
| 32  | Laurens Vanthoor           | Belgian Audi Club Team WRT      | Audi R8 LMS ultra (Audi 5.2 l V10)                            | P      | alle            |
| 32  | Stéphane Ortelli           | Belgian Audi Club Team WRT      | Audi R8 LMS ultra (Audi 5.2 l V10)                            | P      | 1–8             |
| 32  | Adam Carroll               | Belgian Audi Club Team WRT      | Audi R8 LMS ultra (Audi 5.2 l V10)                            | P      | 9               |
| 33  | Oliver Jarvis              | Belgian Audi Club Team WRT      | Audi R8 LMS ultra (Audi 5.2 l V10)                            | P      | alle            |
| 33  | Frank Stippler             | Belgian Audi Club Team WRT      | Audi R8 LMS ultra (Audi 5.2 l V10)                            | P      | alle            |
| 37  | Thomas Jäger               | All-Inkl.com Münnich Motorsport | Mercedes-Benz SLS AMG GT3 (Mercedes-Benz M159 6.2 l V8)       | P      | alle            |
| 37  | Nicky Pastorelli           | All-Inkl.com Münnich Motorsport | Mercedes-Benz SLS AMG GT3 (Mercedes-Benz M159 6.2 l V8)       | P      | alle            |
| 38  | Marc Basseng               | All-Inkl.com Münnich Motorsport | Mercedes-Benz SLS AMG GT3 (Mercedes-Benz M159 6.2 l V8)       | P      | alle            |
| 38  | Markus Winkelhock          | All-Inkl.com Münnich Motorsport | Mercedes-Benz SLS AMG GT3 (Mercedes-Benz M159 6.2 l V8)       | P      | alle            |

## Rennkalender und Ergebnisse
| Runde | Runde   | Rennstrecke                        | Datum         | Pole-Position                       | Schnellste Runde                    | Sieger                              | Fahrzeug                         |
| ----- | ------- | ---------------------------------- | ------------- | ----------------------------------- | ----------------------------------- | ----------------------------------- | -------------------------------- |
| 1     | Q.-Lauf | Circuit Paul Armagnac              | 8. April      | Toni Vilander Filip Salaquarda      |                                     | Stéphane Ortelli Laurens Vanthoor   | Audi R8 LMS ultra                |
| 1     | W.-Lauf | Circuit Paul Armagnac              | 9. April      | Stéphane Ortelli Laurens Vanthoor   | Peter Kox                           | Stéphane Ortelli Laurens Vanthoor   | Audi R8 LMS ultra                |
| 2     | Q.-Lauf | Circuit Zolder                     | 21. April     | Mike Parisy Matt Halliday           |                                     | Michael Bartels Yelmer Buurman      | BMW Z4 GT3                       |
| 2     | W.-Lauf | Circuit Zolder                     | 22. April     | Michael Bartels Yelmer Buurman      | Oliver Jarvis                       | Mike Parisy Matt Halliday           | Porsche 997 GT3 R                |
| 3     | Q.-Lauf | Circuito de Navarra                | 27. Mai       | Peter Kox Darryl O’Young            |                                     | Frédéric Makowiecki Stef Dusseldorp | McLaren MP4-12C GT3              |
| 3     | W.-Lauf | Circuito de Navarra                | 27. Mai       | Frédéric Makowiecki Stef Dusseldorp | Michael Bartels Yelmer Buurman      | Frédéric Makowiecki Stef Dusseldorp | McLaren MP4-12C GT3              |
| 4     | Q.-Lauf | Slovakiaring                       | 10. Juni      | Frédéric Makowiecki Stef Dusseldorp |                                     | Filip Salaquarda Toni Vilander      | Ferrari 458 Italia GT3           |
| 4     | W.-Lauf | Slovakiaring                       | 10. Juni      | Filip Salaquarda Toni Vilander      | Álvaro Parente                      | Yelmer Buurman Michael Bartels      | BMW Z4 GT3                       |
| 5     | Q.-Lauf | Autódromo Internacional do Algarve | 8. Juli       | Toni Vilander Filip Salaquarda      |                                     | Marc Basseng Markus Winkelhock      | Mercedes-Benz SLS AMG GT3        |
| 5     | W.-Lauf | Autódromo Internacional do Algarve | 8. Juli       | Marc Basseng Markus Winkelhock      | Darryl O’Young Peter Kox            | Nicky Pastorelli Thomas Jäger       | Mercedes-Benz SLS AMG GT3        |
| 6     | Q.-Lauf | Slovakiaring                       | 19. August    | Yelmer Buurman Michael Bartels      |                                     | Yelmer Buurman Michael Bartels      | BMW Z4 GT3                       |
| 6     | W.-Lauf | Slovakiaring                       | 19. August    | Yelmer Buurman Michael Bartels      | Frank Stippler Oliver Jarvis        | Yelmer Buurman Michael Bartels      | BMW Z4 GT3                       |
| 7     | Q.-Lauf | Moscow Raceway                     | 2. September  | Álvaro Parente Grégoire Demoustier  |                                     | Stéphane Ortelli Laurens Vanthoor   | Audi R8 LMS ultra                |
| 7     | W.-Lauf | Moscow Raceway                     | 2. September  | Stéphane Ortelli Laurens Vanthoor   | Enzo Ide Francesco Castellacci      | Frédéric Makowiecki Stef Dusseldorp | McLaren MP4-12C GT3              |
| 8     | Q.-Lauf | Nürburgring                        | 23. September | Stef Dusseldorp Frédéric Makowiecki |                                     | Peter Kox Štefan Rosina             | Lamborghini Gallardo LP560-4 GT3 |
| 8     | W.-Lauf | Nürburgring                        | 23. September | Peter Kox Štefan Rosina             | Stéphane Ortelli Laurens Vanthoor   | Toni Vilander Filip Salaquarda      | Ferrari 458 Italia GT3           |
| 9     | Q.-Lauf | Donington Park                     | 30. September | Laurens Vanthoor Adam Carroll       |                                     | Frédéric Makowiecki Stef Dusseldorp | McLaren MP4-12C GT3              |
| 9     | W.-Lauf | Donington Park                     | 30. September | Frédéric Makowiecki Stef Dusseldorp | Frédéric Makowiecki Stef Dusseldorp | Frédéric Makowiecki Stef Dusseldorp | McLaren MP4-12C GT3              |

## Meisterschaftsergebnisse

### Punktesystem
Die ersten sechs Positionen im Qualifikationslauf sowie die ersten zehn Positionen im Meisterschaftslauf wurden mit Punkten bedacht. Um gewertet zu werden, mussten 75 % der Renndistanz absolviert werden. Fahrer mussten das Fahrzeug mindestens 25 Minuten fahren, um für das Rennen punkteberechtigt zu sein.
| Punktesystem       | Punktesystem | Punktesystem | Punktesystem | Punktesystem | Punktesystem | Punktesystem | Punktesystem | Punktesystem | Punktesystem | Punktesystem |
| Rennen             | Platz        | Platz        | Platz        | Platz        | Platz        | Platz        | Platz        | Platz        | Platz        | Platz        |
| Rennen             | 1.           | 2.           | 3.           | 4.           | 5.           | 6.           | 7.           | 8.           | 9.           | 10.          |
| ------------------ | ------------ | ------------ | ------------ | ------------ | ------------ | ------------ | ------------ | ------------ | ------------ | ------------ |
| Qualifikationslauf | 8            | 6            | 4            | 3            | 2            | 1            | 0            | 0            | 0            | 0            |
| Meisterschaftslauf | 25           | 18           | 15           | 12           | 10           | 8            | 6            | 4            | 2            | 1            |

### Fahrerwertung
| Platz | Fahrer                     | NOG | NOG | ZOL | ZOL | NAV | NAV | SVK1 | SVK1 | ALG | ALG | SVK2 | SVK2 | MSC | MSC | NÜR | NÜR | DON | DON | Punkte |
| ----- | -------------------------- | --- | --- | --- | --- | --- | --- | ---- | ---- | --- | --- | ---- | ---- | --- | --- | --- | --- | --- | --- | ------ |
| 1     | Marc Basseng               | 6   | 3   | 6   | 9   | 5   | 2   | 4    | 3    | 1   | 2   | 3    | 2    | 2   | 5   | 3   | 2   | 5   | DSQ | 145    |
| 1     | Markus Winkelhock          | 6   | 3   | 6   | 9   | 5   | 2   | 4    | 3    | 1   | 2   | 3    | 2    | 2   | 5   | 3   | 2   | 5   | DSQ | 145    |
| 2     | Stef Dusseldorp            | DNS | DNF | 4   | 5   | 1   | 1   | 9    | 2    | 4   | 3   | 8    | DNF  | 4   | 1   | DNF | 10* | 1   | 1   | 144    |
| 2     | Frédéric Makowiecki        | DNS | DNF | 4   | 5   | 1   | 1   | 9    | 2    | 4   | 3   | 8    | DNF  | 4   | 1   | DNF | 10* | 1   | 1   | 144    |
| 3     | Michael Bartels            | 12  | 10  | 1   | 2   | 3   | 5   | 3    | 1    | 2   | 5   | 1    | 1    | 10  | 7   | 4   | 4   | 9   | 9*  | 144    |
| 3     | Yelmer Buurman             | 12  | 10  | 1   | 2   | 3   | 5   | 3    | 1    | 2   | 5   | 1    | 1    | 10  | 7   | 4   | 4   | 9   | 9*  | 144    |
| 4     | Laurens Vanthoor           | 1   | 1   | 12  | 6   | 9   | 10  | 11   | 6    | 10  | 6   | 5    | 5    | 1   | 4   | 2   | 6   | 2   | 4   | 122    |
| 5     | Stéphane Ortelli           | 1   | 1   | 12  | 6   | 9   | 10  | 11   | 6    | 10  | 6   | 5    | 5    | 1   | 4   | 2   | 6   |     |     | 104    |
| 6     | Thomas Jäger               | 7   | 4   | 2   | 4   | 6   | 3   | 8    | 10   | 6   | 1   | 4    | 8    | 5   | 8   | 6   | 8   | 6   | 6   | 100    |
| 6     | Nicky Pastorelli           | 7   | 4   | 2   | 4   | 6   | 3   | 8    | 10   | 6   | 1   | 4    | 8    | 5   | 8   | 6   | 8   | 6   | 6   | 100    |
| 7     | Filip Salaquarda           | 5   | 6   | 13  | 3   | 10  | 9   | 1    | 4    | 12  | DNF | 7    | 6    | 9   | 11  | 8   | 1   | DNF | 8   | 84     |
| 8     | Oliver Jarvis              | 2   | 2   | 11  | 10  | 8   | 8   | 6    | 5    | 3   | DNF | DNF  | 4    | 3   | 3   | 7   | DNS | DNF | 7   | 81     |
| 8     | Frank Stippler             | 2   | 2   | 11  | 10  | 8   | 8   | 6    | 5    | 3   | DNF | DNF  | 4    | 3   | 3   | 7   | DNS | DNF | 7   | 81     |
| 9     | Toni Vilander              | 5   | 6   | 13  | 3   | 10  | 9   | 1    | 4    | 12  | DNF | 7    | 6    | 9   | 11  | 8   | 1   |     |     | 80     |
| 10    | Peter Kox                  | 8   | 7   | 8   | 13  | 4   | 7   |      |      | DNF | 4   | 6    | 7    |     |     | 1   | 3   | 4   | 2   | 78     |
| 11    | Grégoire Demoustier        | 4   | DNF | 10  | 7   | 2   | 4   | DNF  | DNF  | 8   | 11  | 9    | 9    | 6   | 2   | 5   | DNS | 3   | 3   | 65     |
| 11    | Álvaro Parente             | 4   | DNF | 10  | 7   | 2   | 4   | DNF  | DNF  | 8   | 11  | 9    | 9    | 6   | 2   | 5   | DNS | 3   | 3   | 65     |
| 12    | Mathias Lauda              | 11  | 11  | 5   | 14  | 7   | 6   | 10   | 7    | 5   | 8   | 2    | 3    | 7   | 10  | 9   | 5   | 8   | DNF | 56     |
| 12    | Nikolaus Mayr-Melnhof      | 11  | 11  | 5   | 14  | 7   | 6   | 10   | 7    | 5   | 8   | 2    | 3    | 7   | 10  | 9   | 5   | 8   | DNF | 56     |
| 13    | Štefan Rosina              |     |     |     |     |     |     | 13   | 11   | 13  | 12  | 11   | DNF  |     |     | 1   | 3   | 4   | 2   | 44     |
| 14    | Francesco Castellacci      | 10  | 5   | 7   | 11  | 13  | 11  | 12   | 9    | 11  | 7   | 10   | DNF  | 8   | 6   | 10  | 7   | 7   | 5   | 42     |
| 14    | Enzo Ide                   | 10  | 5   | 7   | 11  | 13  | 11  | 12   | 9    | 11  | 7   | 10   | DNF  | 8   | 6   | 10  | 7   | 7   | 5   | 42     |
| 15    | Mike Parisy                | 9   | 9   | 3   | 1   | 11  | 12  | 5    | 8    | 9   | 10  |      |      |     |     | DNF | 9*  |     |     | 40     |
| 16    | Matt Halliday              | 9   | 9   | 3   | 1   | 11  | 12  | 5    | 8    |     |     |      |      |     |     |     |     |     |     | 37     |
| 17    | Darryl O’Young             | 8   | 7   | 8   | 13  | 4   | 7   | 13   | 11   | DNF | 4   | 6    | 7    |     |     |     |     |     |     | 34     |
| 18    | Albert von Thurn und Taxis | 3   | 8   | DNF | 8   | 12  | 14  | 2    | DNF  | 13  | 12  | 11   | DNF  |     |     |     |     |     |     | 18     |
| 18    | Tomáš Enge                 | 3   | 8   | DNF | 8   | 12  | 14  | 2    | DNF  |     |     |      |      |     |     |     |     |     |     | 18     |
| 18    | Adam Carroll               |     |     |     |     |     |     |      |      |     |     |      |      |     |     |     |     | 2   | 4   | 18     |
| 19    | Marco Cioci                |     |     |     |     |     |     |      |      |     |     |      |      |     |     |     |     | DNF | 8   | 4      |
| 20    | Miloš Pavlović             | 15  | 14  | DNS | 16  | DNF | DNF | 7    | 12   | 7   | 9   | DNS  | 10*  |     |     |     |     |     |     | 3      |
| 21    | Matteo Cressoni            | 15  | 14  | DNS | 16  | DNF | DNF | 7    | 12   | 7   | 9   |      |      |     |     |     |     |     |     | 2      |
| 21    | Benjamin Lariche           | 14  | 15  | DNF | 17  | DNF | 15  | DNS  | DNS  | DNS | DNS |      |      | 11  | 9   | 11  | DNF | 10  | DNF | 2      |
| 21    | Armaan Ebrahim             |     |     |     |     |     |     |      |      |     |     |      |      | 11  | 9   |     |     |     |     | 2      |
| 21    | Jeroen Bleekemolen         |     |     |     |     |     |     |      |      |     |     |      |      |     |     | DNF | 9*  |     |     | 2      |
| 21    | Andreas Zuber              | 13  | 13  | DNF | 15  | 15  | 13  | DNS  | DNS  | 9   | 10  | DNS  | 10*  |     |     |     |     |     |     | 2      |
| 22    | Maxime Martin              | 16  | 12  | 9   | 12  | 14  | DNF |      |      |     |     |      |      |     |     |     |     |     |     | 0      |
| 22    | Alexei Wassiljew           | 16  | 12  | 9   | 12  |     |     |      |      |     |     |      |      |     |     |     |     |     |     | 0      |
| 22    | Laurent Groppi             |     |     |     |     |     |     |      |      |     |     |      |      |     |     | 11  | DNF | 10  | DNF | 0      |
| 22    | Sergei Afanassjew          | 13  | 13  | DNF | 15  | 15  | 13  |      |      |     |     |      |      |     |     |     |     |     |     | 0      |
| 22    | Ren Wei                    | 14  | 15  | DNF | 17  |     |     |      |      |     |     |      |      |     |     |     |     |     |     | 0      |
| 22    | Leonid Machitski           |     |     |     |     | 14  | DNF |      |      |     |     |      |      |     |     |     |     |     |     | 0      |
| 22    | Dino Lunardi               |     |     |     |     | DNF | 15  |      |      | DNS | DNS |      |      |     |     |     |     |     |     | 0      |
| —     | Emmanuel Moncini           | DNA | DNA | DNA | DNA |     |     |      |      |     |     |      |      |     |     |     |     |     |     | 0      |
| —     | Andy Souček                | DNA | DNA | DNA | DNA |     |     |      |      |     |     |      |      |     |     |     |     |     |     | 0      |
| Platz | Fahrer                     | NOG | NOG | ZOL | ZOL | NAV | NAV | SVK1 | SVK1 | ALG | ALG | SVK2 | SVK2 | MSC | MSC | NÜR | NÜR | DON | DON | Punkte |

| Legende  | Legende            | Legende                                                          |
| Farbe    | Abkürzung          | Bedeutung                                                        |
| -------- | ------------------ | ---------------------------------------------------------------- |
| Gold     | –                  | Sieg                                                             |
| Silber   | –                  | 2. Platz                                                         |
| Bronze   | –                  | 3. Platz                                                         |
| Grün     | –                  | Platzierung in den Punkten                                       |
| Blau     | –                  | Klassifiziert außerhalb der Punkteränge                          |
| Violett  | DNF                | Rennen nicht beendet (did not finish)                            |
| Violett  | NC                 | nicht klassifiziert (not classified)                             |
| Rot      | DNQ                | nicht qualifiziert (did not qualify)                             |
| Rot      | DNPQ               | in Vorqualifikation gescheitert (did not pre-qualify)            |
| Schwarz  | DSQ                | disqualifiziert (disqualified)                                   |
| Weiß     | DNS                | nicht am Start (did not start)                                   |
| Weiß     | WD                 | zurückgezogen (withdrawn)                                        |
| Hellblau | PO                 | nur am Training teilgenommen (practiced only)                    |
| Hellblau | TD                 | Freitags-Testfahrer (test driver)                                |
| ohne     | DNP                | nicht am Training teilgenommen (did not practice)                |
| ohne     | INJ                | verletzt oder krank (injured)                                    |
| ohne     | EX                 | ausgeschlossen (excluded)                                        |
| ohne     | DNA                | nicht erschienen (did not arrive)                                |
| ohne     | C                  | Rennen abgesagt (cancelled)                                      |
| ohne     | keine WM-Teilnahme |                                                                  |
| sonstige | P/fett             | Pole-Position                                                    |
| sonstige | 1/2/3/4/5/6/7/8    | Punktplatzierung im Sprint-/Qualifikationsrennen                 |
| sonstige | SR/kursiv          | Schnellste Rennrunde                                             |
| sonstige | *                  | nicht im Ziel, aufgrund der zurückgelegten Distanz aber gewertet |
| sonstige | ()                 | Streichresultate                                                 |
| sonstige | unterstrichen      | Führender in der Gesamtwertung                                   |

### Teamwertung
| Platz | Team                            | NOG | NOG | ZOL | ZOL | NAV | NAV | SVK1 | SVK1 | ALG | ALG | SVK2 | SVK2 | MSC | MSC | NÜR | NÜR | DON | DON | Punkte |
| ----- | ------------------------------- | --- | --- | --- | --- | --- | --- | ---- | ---- | --- | --- | ---- | ---- | --- | --- | --- | --- | --- | --- | ------ |
| 1     | All-Inkl.com Münnich Motorsport | 1   | 27  | 7   | 14  | 3   | 33  | 3    | 16   | 9   | 43  | 7    | 22   | 8   | 14  | 5   | 22  | 3   | 8   | 245    |
| 2     | Hexis Racing                    | 3   | 0   | 3   | 16  | 14  | 33  | 0    | 18   | 3   | 15  | 0    | 2    | 4   | 43  | 2   | 1   | 12  | 40  | 209    |
| 3     | Belgian Audi Club Team WRT      | 14  | 43  | 0   | 9   | 0   | 5   | 1    | 18   | 4   | 8   | 2    | 22   | 12  | 27  | 6   | 8   | 6   | 18  | 203    |
| 4     | BMW Team Vita4One               | 0   | 1   | 10  | 18  | 4   | 22  | 4    | 31   | 8   | 14  | 14   | 40   | 0   | 7   | 3   | 22  | 0   | 2   | 200    |
| 5     | AF Corse                        | 2   | 18  | 0   | 15  | 0   | 2   | 8    | 14   | 0   | 6   | 0    | 8    | 0   | 8   | 0   | 31  | 0   | 14  | 126    |
| 6     | Reiter Engineering              | 4   | 10  | 0   | 4   | 3   | 6   | 6    | 0    | 0   | 12  | 1    | 6    |     |     | 8   | 17  | 3   | 18  | 98     |
| 7     | Exim Bank Team China            | 0   | 2   | 4   | 25  | 0   | 0   | 2    | 4    | 0   | 1   |      |      |     |     |     |     |     |     | 38     |
| 8     | Sunred                          | 0   | 0   | 0   | 0   | 0   | 0   | 0    | 0    | 0   | 2   | 0    | 0    | 0   | 2   | 0   | 0   | 0   | 0   | 4      |
| 9     | Valmon Racing Team Russia       | 0   | 0   | 0   | 0   | 0   | 0   |      |      |     |     |      |      |     |     |     |     |     |     | 0      |